# Coat of Many Colors
Coat of Many Colors är ett studioalbum av Dolly Parton, släppt i oktober 1971. I november 2003 rankades det på 299:e plats på listan The 500 Greatest Albums of All Time i musiktidskriften Rolling Stone.
Dolly Parton har genom åren gjort nyinspelningar av flera av sångerna.
2007 återutgavs albumet med tidigare olanserade melodier, då Dolly Parton var på turné i Europa.

## Låtlista
1. Coat of Many Colors - Parton – 3:04 inspelad april 1971
2. Traveling Man - Parton – 2:40 inspelad 16 april 1971
3. My Blue Tears - Parton – 2:16 inspelad april 1971
4. If I Lose My Mind - Porter Wagoner – 2:29 inspelad april 1971
5. The Mystery of the Mystery - Wagoner – 2:28 inspelad april 1971
6. She Never Met a Man (She Didn't Like) - Parton – 2:41 inseplad 30 oktober 1969
7. Early Morning Breeze - Parton – 2:54 inspelad 26 januari 1971
8. The Way I See You - Wagoner – 2:46 inspelad april 1971
9. Here I Am - Parton – 3:19 inspelad april 1971
10. A Better Place to Live - Parton – 2:39 inspelad 30 oktober 1969
11. "My Heart Started Breaking" (Parton) tidigare outgiven, inspelad 25 och 16 april 1971
12. "Just As Good As Gone" (Parton) släppt som singel på RCA, inspelad april 1971
13. "The Tender Touch of Love" (Wagoner) tidigare outgiven, inspelad 16 april 1971
14. "My Blue Tears" akustiskt demo (Parton) tidigare outgiven, inspelad 25 januari 1971